# Volta a Llombardia 2007
La Volta a Llombardia 2007, edició número 101 de la clàssica ciclista Volta a Llombardia, es disputà el 20 d'octubre del 2007. Damiano Cunego va endur-se per segona vegada la clàssica llombarda, superant un altre talent italià, Riccardo Riccò. Cadel Evans en va tenir prou amb un sisè lloc per endur-se el campionat de l'UCI ProTour 2007.

## Classificació General
|    | Ciclista           | Equip                     | Temps     |
| -- | ------------------ | ------------------------- | --------- |
| 1  | Damiano Cunego     | Lampre-Fondital           | 5h 52'48" |
| 2  | Riccardo Riccò     | Saunier Duval-Prodir      | m. t.     |
| 3  | Samuel Sánchez     | Euskaltel-Euskadi         | + 10"     |
| 4  | Andy Schleck       | Team CSC                  | m. t.     |
| 5  | Davide Rebellin    | Gerolsteiner              | m. t.     |
| 6  | Cadel Evans        | Predictor-Lotto           | m. t.     |
| 7  | Luca Mazzanti      | Ceramica Panaria-Navigare | m. t.     |
| 8  | Thomas Dekker      | Rabobank                  | m. t.     |
| 9  | Giovanni Visconti  | Quick Step-Innergetic     | + 16"     |
| 10 | Christopher Horner | Predictor-Lotto           | m. t.     |